# GUNDAM Mission to the Rise
『GUNDAM Mission to the Rise』（ガンダム ミッション・トゥ・ザ・ライズ）は、大友克洋によるガンダムシリーズの映像作品のひとつ。

## 概要
1998年8月1日に開催された、『機動戦士ガンダム』20周年記念イベント「ガンダムビッグバン宣言」にて、「ジ・インプレッション・オブ・ファーストガンダム」と共に上映されたオリジナル短編CG映像作品。当初はイベント限定での上映であったが、その後は『スチームボーイ』のDVD付限定前売券にも収録された。
時代は宇宙世紀とされているものの、従来のシリーズとは設定の異なる大友克洋監督によるオリジナル世界となっている。

## ストーリー
宇宙世紀。新型兵器RX-78の登場により宇宙での戦闘は新たなる局面を迎える中、光速領域を越えるための作戦、ロートスによる「Mission to the Rise」が敢行される。

## スタッフ
- CG制作：ビルドアップ・エンターテイメント
- 絵コンテ・監督：大友克洋
- 音響：瀬川徹夫

## 音響
短いながらも映画用デジタル音響システムである、ドルビーデジタルが採用され、DTSデジタルサウンドも試験的に採用された。